# Louis De Jaeger
Louis De Jaeger (Brugge, 12 januari 1994) is een Belgische ondernemer, tuin- en landschapsarchitect, auteur en filmmaker uit Brugge. Samen met Dirk Draulans, Steven Vromman en Mies Meulders richtte hij de ByeByeGrass-campagne op waarmee hij zowel burgers als de overheid oproept om zoveel mogelijk gazon te vervangen door een duurzamer alternatief. Stad Aalst tekende als eerste het ByeByeGrass-charter, later volgden Kortrijk en Leuven. In 2022 werd Dieter Coppens ambassadeur en werd de campagne uitgerold in 6 gemeentes rond Zoersel.
Hij werd bekend door als startende ondernemer een brief te sturen naar koning Filip met de vraag zijn vele grasvelden te transformeren in bloemenweides alsook door een pleidooi te houden in het Vlaams Parlement. Hij ontwerpt voedselbossen, tuinen en duurzame landbouwprojecten met tuin- landbouw- en landschapsarchitectenbureau Commensalist.

## Voedselbossen
Als voedselbosexpert richtte hij samen met wildplukker Ben Brumagne het Food Forest Institute op. Een Belgische organisatie die onderzoek doet naar de haalbaarheid van voedselbos-productie in de landbouw en deze vorm van landinrichting wil promoten. Hiernaast riep hij op om van Brussel een eetbare hoofdstad te maken. Met de Voedselbos Podcast stelt hij bekende voedselbossers voor aan het grote publiek. Hij werd aangesteld door Departement landbouw en visserij om een voedselbosstrategie voor Vlaanderen uit te werken in het kader van Go4Food.

## The Biggest Tree Plant
Samen met Dinnergift, GiveADay, Spindokter, Levuur en De Betrokken Partij richtte hij De Grootste Boomplantactie op. Met deze campagne roepen ze burgers op om zoveel mogelijk bomen te planten in eigen tuin. Ook houden ze hiermee de grootste voedselbos crowdfund-actie waar meer dan honderd terrein-eigenaars aan meededen met een totaal aan honderd hectare potentieel nieuw bos die er bij kan komen.

## Auteur
Sinds 2018 heeft Louis De Jaeger meer dan 50 opiniestukken geschreven voor De Standaard, De Morgen, Knack, Knack Weekend en MO* magazine. Hij debuteerde met zijn boek: We eten ons dood: Hoe we met onze landbouw de wereld kunnen redden, uitgegeven door Houtekiet. Het boek heeft meerdere weken in de top 10 wetenschap gestaan. Zijn tweede boek "Ontwerp je eigen voedselbos" is uitgekomen in maart 2023, uitgegeven door Sterck & De Vreese.

## Filmmaker
Louis De Jaeger maakte een award-winning documentaire over voedselbossen: FoodForest (2022) waarin hij met zijn plooifiets België rondreist op zoek naar de verhalen van Belgische voedselbospioniers. Hij werkte hiervoor samen met bekroonde Nederlandse filmmaker Daan Jongbloed. De film werd geselecteerd voor filmfestivals in onder andere Canada, Italië, Brazilië, Indië en Australië. Louis componeerde ook de soundtrack voor deze film, die tevens ook op Klara werd gespeeld.

## Nachttrein
Samen met Louis Lammertyn richtte Louis De Jaeger het eerste geprivatiseerde nachttreinbedrijf op van België in 2020: Moonlight Express. Het bedrijf is later gefusioneerd met European Sleeper, dat werd opgericht door de Nederlandse ondernemers Elmer van Buuren en Chris Engelsman.